# Castillo de Eroles
El castillo de Eroles es un castillo medieval, de época románica, de la población de Eroles (provincia de Lérida), situado en el extremo sudeste del pueblo. Fue el origen y el centro de la baronía de Eroles.
El castillo de Eroles está citado por primera vez en el año 893 en una venta de una viña, donde se cita el castillo para indicar donde se encuentra la viña. Vuelve a ser mencionado a mediados del siglo XI (1055, 1056, 1077) a la hora de delimitar los castillos de Llimiana y Mur.
Entre el 1061 y en 1098 hay documentos firmados por Dou, que ya firma como barón de Eroles y su hermano Oliver, donde ponen el castillo de Eroles bajo la protección de Ramón V conde de Pallars.